# إخلف أحمد حاجي الله
إخلف أحمد حاجي الله (مواليد 5 أبريل 1961) هو ملاكم جزائري، مثّل بلاده في الألعاب الأولمبية الصيفية 1984.

## روابط خارجية
إخلف أحمد حاجي الله على موقع اللجنة الأولمبية الدولية (الإنجليزية)
- إخلف أحمد حاجي الله على موقع أوليمبيديا (الإنجليزية)